# Ute Lichtenthäler
Ute Lichtenthäler (* im 20. Jahrhundert) ist eine ehemalige deutsche Schauspielerin.
Sie spielte Anfang der 1980er Jahre vorrangig in Fernsehserien mit, darunter Die Leute vom Domplatz (13 Teile, ARD) und Tod eines Schülers (sechs Teile, ZDF).

## Filmografie
- 1980: Die Leute vom Domplatz
- 1981: Tod eines Schülers
- 1982: Familien-Bande

## Hörspiele
- 1981: Wilhelm Hengstler, Peter Waitz: Claping (Mrs. Wilkins) – Regie: Manfred Marchfelder (Hörspiel – SR)